# Ramūnas Radavičius
Ramūnas Radavičius (ur. 20 stycznia 1980 w Wilnie) − litewski piłkarz grający na pozycji obrońcy w Žalgirisie Wilno. W reprezentacji Litwy zadebiutował w 2010 roku. Do tej pory rozegrał w niej 21 meczów, w których zdobył jedną bramkę (stan na 30 marca 2013).